# Igor Kuschpler
Igor Kuschpler, ukrainisch Ігор Федорович Кушплер, (* 1. Januar 1949 in Pokriwzi, Oblast Drohobytsch; † 22. April 2012 in Krakau) war ein ukrainischer Opernsänger. Er unterrichtete Gesang an der Musikhochschule in Lwiw (Lemberg). Er ist Vater der Opern- und Konzertsängerin Sorjana Kuschpler und der Pianistin Olena Kuschpler.